# マダム (雑誌)
『マダム』（英語: Madam）は、かつて存在した日本の雑誌である。東京都新宿区の出版社鎌倉書房が編集出版した。1964年（昭和39年）6月創刊、1994年（平成6年）12月休刊。いわゆる「戦後四大婦人雑誌」に比して、もっとも後発であった。

## 略歴・概要
長谷川映太郎が1941年（昭和16年）に創立した「株式会社鎌倉書房」が、1964年（昭和39年）6月に創刊した婦人雑誌である。「戦前の四大婦人雑誌」とされた『主婦の友』『婦人公論』『婦人画報』『婦人倶楽部』、「戦後の四大婦人雑誌」として第二次世界大戦後に創刊された『主婦と生活』『婦人生活』に比して、20年近く後発であった。
1968年（昭和43年）秋、姉妹誌として季刊『別冊マダム』が創刊される。
1975年（昭和50年）1月号から12月号まで、年間を通して伊藤緋紗子が表紙モデルを務めた。
1981年（昭和56年）夏、『別冊マダム』真夏号（通巻第56号）を最終号となるが、『別冊ドレスメーキング』と合併して同誌を継続、新たに『ドレスメーキング・マダムのスタイルブック』を創刊する。したがって『ドレスメーキング・マダムのスタイルブック』秋冬号は、通巻第57号とされた。
1994年（平成6年）12月、第382号が発売されたが、その後、版元の鎌倉書房が破産したため、同号が最終号となった。1995年（平成7年）1月23日、長谷川映太郎が満83歳で死去、鎌倉書房は解散となった。同社の雑誌で営業権を他社が引き継いだのは『ジュニー』（扶桑社が継承）のみで、『マダム』を含めてすべてが休刊となった。『ドレスメーキング・マダムのスタイルブック』は前年1994年9月の通巻第136号が最終号になった。